# Höhenzug
Unter Höhenzug, Höhenrücken oder Hügelkette versteht man eine langgezogene Folge von niedrigeren Bergen, die auch Bergkuppen, Bergrücken oder Bergsättel enthalten und mit seitlichen Ausläufern und Verzweigungen eine komplexe geografische Struktur erreichen kann. Ein Höhenzug kann innerhalb eines Mittelgebirges, eines Hügellands oder im Flachland liegen. Als Landrücken kann er zwei oder mehr Mittelgebirge miteinander verbinden. Bei Hochgebirgen spricht man von einem Gebirgszug.
Die kettenförmige Anordnung der Berge eines Höhenzuges ist eine Folge der gemeinsamen Entstehung durch gebirgsbildende Kräfte oder eine Folge eiszeitlicher Erdbewegungen. Höhenzüge haben im Wesentlichen ein einheitliches geologisches Alter, können aber aus mehreren Gesteins- oder Sedimentarten bestehen.
Höhenzüge bilden in der Regel eine Wasserscheide aus. Den Übergang über einen Höhenzug bildet meist ein durch Straßen erschlossener Bergsattel.

## Beispiele
- der Teutoburger Wald, längster Höhenzug Deutschlands
- der Fläming südlich von Berlin
- der Hessische Landrücken, zwischen Vogelsberg, Rhön und Spessart
- der Landrücken zwischen Taunus und Vogelsberg, der südlich von Gießen die Wasserscheide zwischen dem Lahntal und der Wetterau darstellt